# Caiac-Canoe
Caiac-Canoe este un grup de sporturi nautice care se practică cu ambarcațiuni ușoare ce folosesc diferite tipuri de vâsle nefixate. Caiac-Canoe utilizează numai ambarcații din categoria în care vâslașul stă în barcă și nu pe barcă.
Cuprinde două ramuri sportive, care își iau numele de la tipurile de ambarcațiuni folosite: caiac și canoe. Fiecare are tehnici specifice, istoric propriu, probe și reguli diferite. Practicarea lor necesită o bună pregătire fizică, multă forță, echilibru, ritm dinamic, rapiditate și precizie în execuție, îndemânare și coordonare în mișcări. Inițierea poate începe de la vârsta de 12-14 ani, pentru caiac, și ceva mai târziu pentru canoe. Activitatea competițională este permisă de la vârsta de 16 ani.

## Tipuri de ambarcațiuni

### Caiac

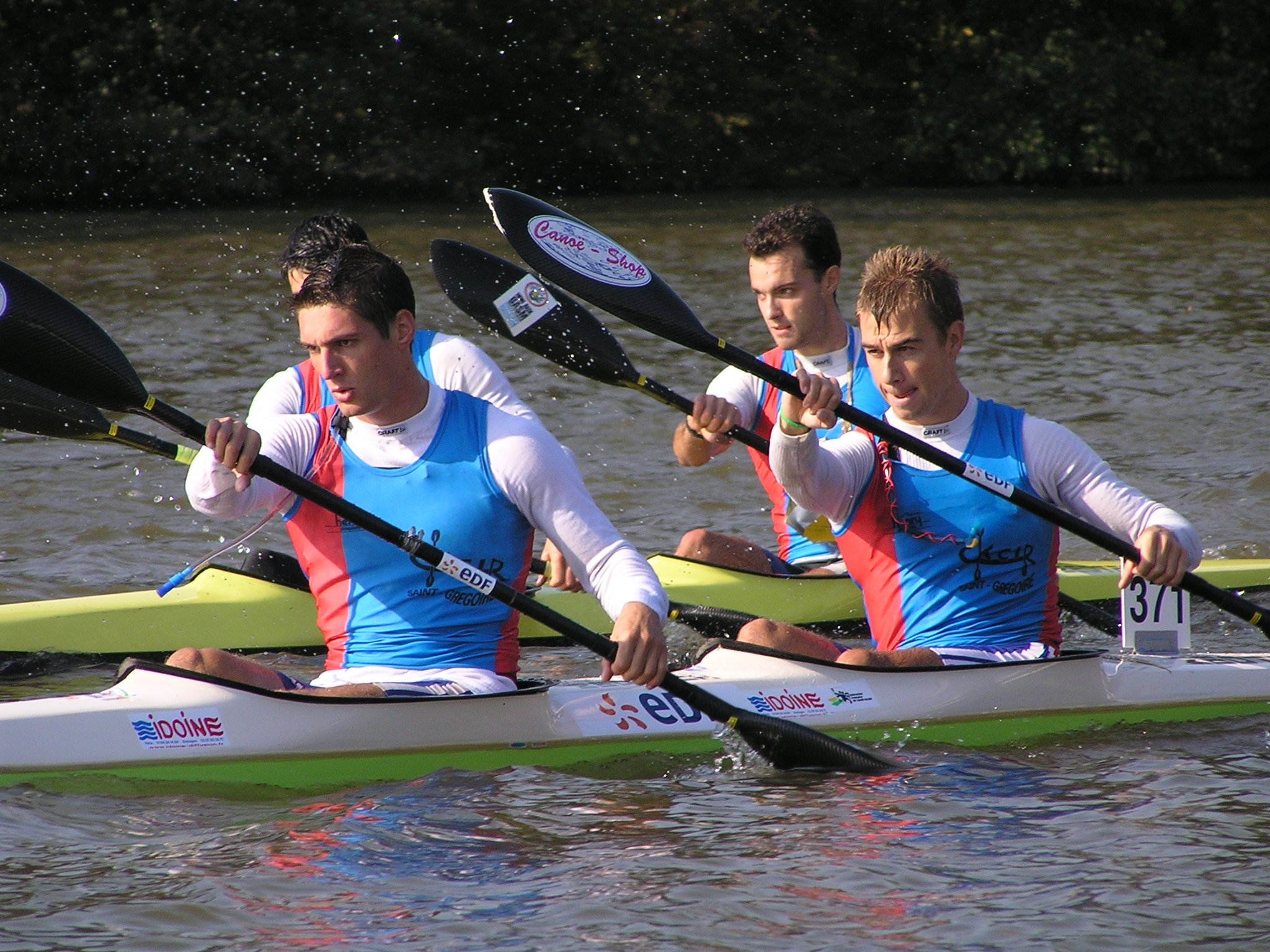
Caiac dublu în competiție

Denumirea "kayak" vine de la tribul Inuit din Canada, care folosea ambarcațiile cu aspectul cel mai apropiat de cel al ambarcațiunilor de astăzi.

Este o ambarcațiune sportivă cu unul sau mai multe posturi de vâslit, ascuțită la ambele capete, cu suprafața de alunecare netedă sau în clinuri, și care este condusă cu un tip de vâsle nefixate numite padele, din poziția așezat. Padela este un tip de vâslă prevăzută cu pale la ambele capete.
Tehnica de vâslit pentru caiac folosește padela, ținută cu mâinile în zona de mijloc, cu care se execută prin apă tracțiuni alternative de o parte și de alta a caiacului, pentru a se asigura înaintarea. Direcția se păstrează cu ajutorul unei cârme dirijate cu picioarele, printr-un sistem de cabluri și levier. Sportivul vâslește din poziția așezat în barcă, pe un scăunel special, cu picioarele întinse, ușor îndoite din genunchi, și cu talpa sprijinită pe un palonier.

### Canoe

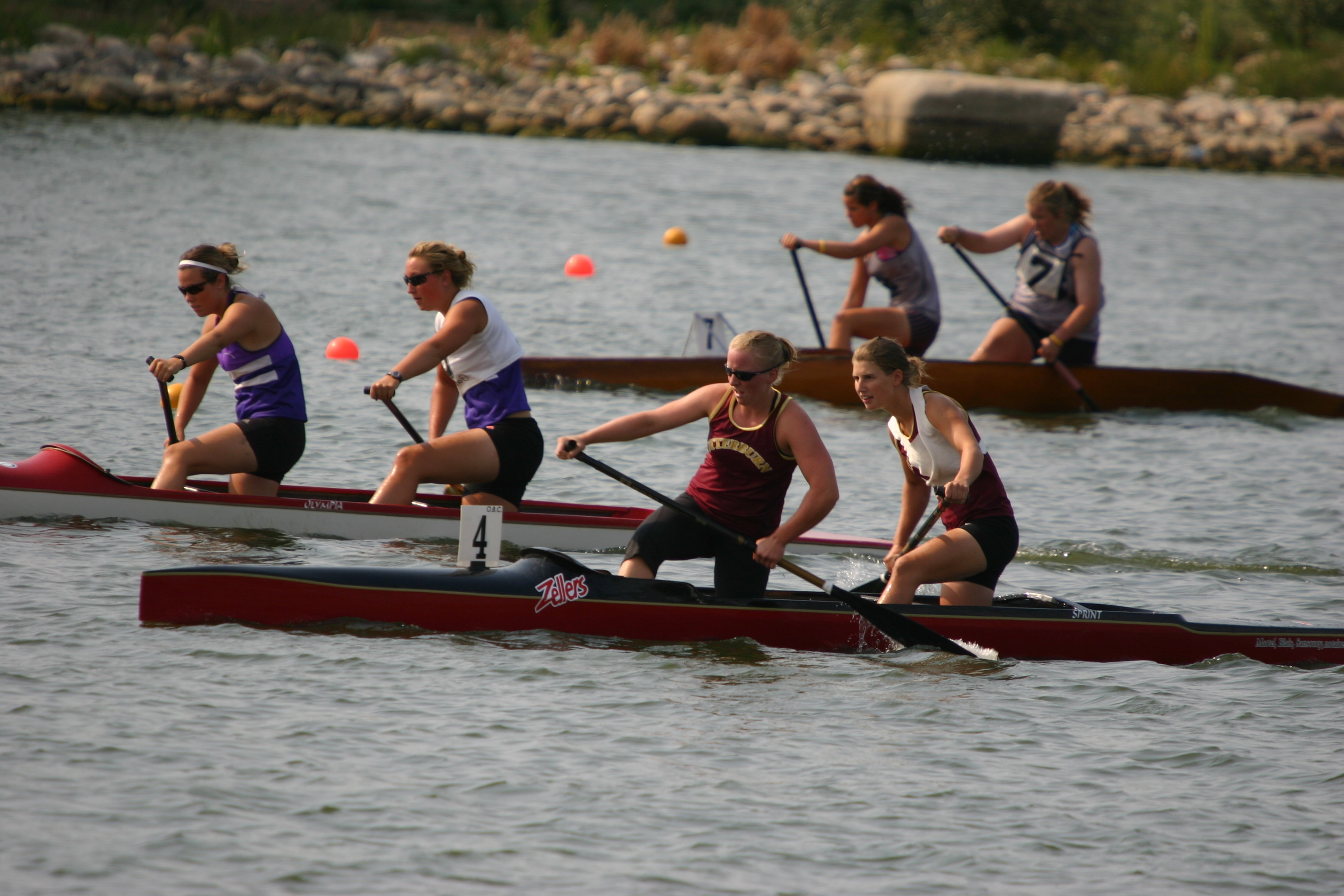
Canoe dublu în competiție

Este o ambarcațiune sportivă fără cârmă, cu unul sau mai multe posturi de vâslit, construită simetric, cu prora și pupa ascuțită și înălțată, care este condusă cu un tip de vâsle nefixate numite pagaie, din poziția în genunchi. Pagaia este un tip de vâslă prevăzută la un singur capăt cu o pală care intră în apă.
Tehnica de vâslit pentru canoe folosește pagaia, care se ține cu o mână aproape de pală și cu cealaltă de capătul opus. Canoistul vâslește cu o singură pagaie, din poziția stând într-un genunchi, pe o perniță specială, cu laba piciorului respectiv sprijinită pe un dispozitiv fix. Din aceasta poziție execută tracțiuni prin apă cu pagaia pe o singură parte a ambarcațiunii, pentru înaintare și cârmuire.
În probele de canoe dublu canoiștii stau unul în spatele celuilalt, îngenunchiați fiecare pe alt picior, astfel încât să-și poată manevra simultan pagaiele, fiecare pe altă latură a canoei.

## Istoric

### Istoric internațional
Caiac-Canoe își are începutul ca sport recreațional la debutul secolului al 19-lea, datorită în mare parte unui avocat pledant englez, John MacGregor. În 1845 John MacGregor și-a construit propriul caiac, după modelul eschimos, și a petrecut o mare parte a sfertului următor de secol vâslind pe lacuri și râuri din Europa. În acest timp el a scris o serie de articole și de cărți, cea mai importantă fiind "A Thousand Miles in the Rob Roy Canoe", în care descrie experiențele personale în canoe. 
Aventurile lui MacGregor au atras mulți imitatori, și în 1866 el a fondat Royal Canoe Club pentru a încuraja interesul oamenilor în acest nou sport. Clubul a ținut prima regată în anul următor, și până în 1868 număra 300 de membri și un set complet de reguli care să guverneze concursurile de Caiac-Canoe.
Popularitatea acestui sport s-a raspândit în Europa și în America de Nord, unde în 1871 a fost fondat New York Canoe Club. Tânăra ramură sportivă a continuat să atragă noi participanți și fani de-a lungul ultimelor decenii ale secolului al XIX-lea și primii ani ai secolului al XX-lea.
În 1924, delegați ai asociațiilor naționale care se formaseră în sfertul de secol precedent, s-au adunat la Copenhaga pentru a forma un organism internațional, Internationella Representantskapet for Kanotidrott (IRK), care să elaboreze reguli valabile pentru toate competițiile de Caiac-Canoe din lume.
Scopurile IRK reies încă în primele propoziții ale documentelor de constituire:
- să creeze legături între asociațiile sportive de Caiac din diferite țări
- pe cât posibil să organizeze competiții de Caiac-Canoe în fiecare an și alternativ în țări diferite
- să promoveze și să dezvolte turismul internațional prin editarea de ghiduri ale cursurilor de apă
- să introducă pe hărți simboluri recunoscute la nivel internațional pentru cursuri de apă, pentru a facilita călătoriile
- să valorifice programe pentru a face cunoscute diferitele publicații naționale de Caiac-Canoe prin: pregatire de lecturi și discursuri, filme și fotografii, și prin corespondență.

În același an, Caiac-Canoe și-a făcut prima apariție olimpică printr-o regată de prezentare ținută la Paris. După succesul manifestării, IRK a solicitat recunoașterea Caiac-Canoe ca sport olimpic, dar Comitetul Olimpic Internațional a refuzat propunerea pentru Jocurile Olimpice de la Amsterdam, în 1928, și pentru cele de la Los Angeles, în 1932. IRK și-a continuat demersul pe lângă Comitetul Olimpic Internațional, iar Caiac-Canoe a fost recunoscut ca sport olimpic începând cu Jocurile Olimpice din 1936 de la Berlin. În acel an s-au prezentat 19 țări pentru a concura în 8 probe: Caiac simplu și Caiac dublu, pe distanțele de 1000m și 10000m, și canoe simplu și canoe dublu, pe aceleași distanțe.
Al doilea Război Mondial a cauzat distrugeri considerabile în Caiac-Canoe internațional. Sediul IRK din München a fost distrus de bombardamentele Aliaților, dar și organizația însăși era de asemenea în derivă.
În 1946, organizația s-a reorganizat formând International Canoe Federation. La prima editie a Jocurilor Olimpice din 1948, s-au prezentat doar 17 țări, iar probele au suferit modificări; a fost introdusă și prima probă pentru femei, Caiac simplu 500 m. Cu fiecare ediție a Jocurilor Olimpice, Caiac-Canoe a atras mai mulți participanți, și de-a lungul anilor programul a suferit modificări. Astfel, la Jocurile Olimpice de la Roma în 1956, au fost eliminate probele pe distanța de 10000 m, dar în schimb a fost introdusă proba de ștafetă 4x500 m pentru Caiac simplu. Opt ani mai târziu, la Tokyo, proba de ștafetă a fost înlocuită de Caiac patru (K4) pe 1000m, iar în 1972 a fost introdusă și ramura Caiac slalom.

### Începuturile sporturilor nautice în ambarcațiuni cu vâsle
Caracterul distractiv a rămas dominant multă vreme în canotajul românesc, cel sportiv apărând după alte câteva decenii. Când anume, este mai greu de precizat. Un punct de reper ar putea fi înființarea Comisiei Naționale de Canotaj (1912), dar documentele vremii ne arată că ea se desființează după numai doi ani, din lipsă de activitate. Presa sportivă inserează dupa 1922 știri care atestă existența unor centre de sporturi nautice la București, Timișoara, Arad, Brăila, Galați și Constanța.
Etapa începuturilor - destul de firave, cunoscând mari întreruperi și zone limitate de răspândire - este, în fine, marcată de organizarea primelor campionate naționale, în 1932, și de participarea unui echipaj românesc la "europenele" de la Budapesta.
Istoria Caiacului românesc este și mai nouă, mărturii despre practicarea sa organizată, sub forma unor campionate - și acestea, însă, doar la câteva probe cu extrem de puțini participanți - datând din anii 1934 - 1935.
În ceea ce privește canoea, această ramură a sporturilor nautice apare pentru prima oara abia in 1942, an în care au loc la București câteva asemena concursuri. Cam în aceași perioadă se înfiripa și activitatea în cele două-trei centre de iachting.
Celebrul canoist Bill Mason a dat o nouă dimensiune canotajului când a spus: „O plimbare cu canoea pe râuri vechi de când lumea e un prilej unic de a redescoperi legătura cu natura și cu Creatorul, care le-a făurit pe toate în vremuri demult apuse“. Nu sunteți de acord cu aceste cuvinte emoționante?

### Etapa sportului de masă
Schimbările fundamentale, în conținut și formă, au avut loc abia dupa cel de-al doilea razboi mondial, când sportul a început să câștige o largă răspândire și popularitate, devenind accesibil maselor de cetățeni, din toate colțurile țării. În acest context, sporturile nautice au dobândit o mare audiență în rândul tineretului, mărindu-se necontenit numărul cluburilor și al secțiilor de canotaj, caiac-canoe și iachting.
Prima medalie internațională a caiacului românesc a fost obținută la Campionatele Mondiale de la Mâcon din 1954. Nu a avut nici strălucirea aurului, nici cea a argintului, dar atunci, în vara fierbinte a lui 1954, când Mircea Anastasescu urca pe treapta a treia a podiumului de la Mâcon și marele Fredriksson îl felicita sincer pentru dârzenia de care dăduse dovadă, Caiacul românesc a înregistrat prima sa biruință.
La Olimpiada din 1956 de la Melbourne, pentru prima oara în istoria acestui sport, trei canoiști români au câștigat titlul olimpic, cucerind odată cu medaliile de aur, aplauzele spectatorilor, stima si prețuirea specialiștilor de peste hotare. A învins atunci, Leon Rotman - campionul absolut al probei de simplu ( 1000 și 10.000 de metri ), stabilind - cu cele două titluri cucerite la o singura ediție a Jocurilor Olimpice - un record încă neegalat în sportul românesc. Tot atunci a învins și echipajul de dublu format din Simion Ismailciuc și Dumitru Alexe, câștigător al probei de viteză. 
Un alt moment remarcabil în foarte tânăra istorie a caiacului și canoei românești se produce la Campionatele Europene din 1957. Atunci la Gand, canoiștii Simion Ismailciuc și Dumitru Alexe cuceresc - în proba de 10 km - primul titlu continental. Locul trei și medalia de bronz sunt cucerite de alți doi reprezentanți ai României - talentații canoiști Ichim Lipalit și Lavrente Calinov. N-a lipsit mult ca Ismailciuc și Alexe să-și reediteze performanța și în cursa de viteză. O singura zecime de secundă a decis ca victoria să fie de partea sportivilor sovietici, așa încât sportivii români și-au adăugat în palmares "doar " o medalie de argint.
Ediția 1968 a Campionatelor Mondiale a adus, în cele din urmă, mari satisfacții sportului românesc. Ismailciuc și Alexe, campioni olimpici și europeni, au cucerit și primul titlu de campioni ai lumii din istoria canoei românești. De altfel, întrecerile de la Praga au reliefat valoarea deosebită a canoiștilor din echipa României. În afara campionilor - pe lista medaliaților și-au înscris atunci numele Achim Sidorov, Lavrente Calinov și Nichifor Tarara.
Olimpiada din Mexic este un alt moment însemnat pe care îl consemnăm cu satisfacție. Numele lui Serghei Covaliov era atunci cunoscut pe plan internațional. Cel al partenerului sau de echipaj - Ivan Patzaichin - nu spunea, însă, aproape nimic specialiștilor de peste hotare. Era firesc. Ivan Patzaichin, una din marile descoperiri ale antrenorilor români, practica sportul canoei de un an și ceva, fiind, la ora startului olimpic, înca junior. La Xochimilco, pe lângă titlul cucerit de canoiștii Ivan Patzaichin și Covaliov, echipa României mai obține o prețioasă medalie de argint în proba K4 - 1000 m și una de bronz în întrecerea feminina la K1 - 500 de m.
Așadar: 4 titluri olimpice, 3 locuri 2, 5 locuri 3. 
Rezultatele bune nu se opresc însă aici, canoiștii români obținând rezultate de excepție și în multe alte concursuri din diverse țări ale lumii.